# Roberto Marcelo Levingston
Roberto Marcelo Levingston (San Luis; 10 de enero de 1920-Buenos Aires, 17 de junio de 2015) fue un militar y dictador argentino que alcanzó el grado de general de brigada. Fue presidente de facto de la Argentina desde su designación el 18 de junio de 1970 por la Junta de Comandantes en Jefe hasta su relevo el 22 de marzo de 1971, durante la autodenominada Revolución Argentina. Fue designado presidente tras el derrocamiento de Juan Carlos Onganía, quien gobernaba desde el golpe de Estado del 28 y 29 de junio de 1966. Después fue relevado por la misma Junta y sustituido por el general Alejandro Agustín Lanusse.

## Carrera militar
Nació en el seno de una tradicional familia puntana, hijo de Guillermo David Levingston Sierralta y Carmen Laborda Guiñazú. Roberto Marcelo contrajo matrimonio en 1943 con Bety Nelly Andrés Llana, nacida en San Miguel, Buenos Aires el 4 de mayo de 1926, hija de Joaquín Andrés y Lía Edith Llana, y con quien tuvo sus tres hijos: Roberto Antonio Levingston Andrés (1945-1967), María Cristina Levingston Andrés (n. 1946) y Alberto Marcelo Levingston Andrés (n. 1961).
Tras haber finalizado sus estudios secundarios, Roberto Levingston ingresó al Colegio Militar de la Nación el 15 de febrero de 1938. Una vez dentro de dicha academia de formación militar, Levingston optó por seguir la rama de oficial de caballería. Egresó como subteniente de caballería a finales de 1941, siendo parte de la promoción número 68 del CMN.

### Primeros años como oficial subalterno
Entre sus destinos de mayor relevancia se destaca su paso por el Ministerio de Guerra desde el 28 de enero de 1948 hasta finales de ese año, cuando el entonces teniente primero Levingston obtuvo su ascenso a la jerarquía de capitán.
Desde comienzos de 1949 hasta el 1 de marzo de 1951 el capitán Levingston prestó servicios en la Subsecretaría de Guerra, en un nuevo cargo administrativo. Posteriormente se graduó como oficial de Estado Mayor y realizó con éxito el curso de Oficial de Inteligencia.

### Oficial jefe
El 22 de marzo de 1956, siendo mayor, fue destinado «en comisión» a la Secretaría de Informaciones del Estado (SIDE) hasta finales de ese año, cuando fue promovido a teniente coronel.
Desde el 21 de marzo de 1957 hasta finales de 1960, fue profesor de la Escuela Superior de Guerra. En 1957, realizó un curso superior de transporte dictado por el agregado militar de los Estados Unidos en Argentina.
El 14 de diciembre de 1960, Levingston fue destinado a prestar servicios dentro del Comando del III Cuerpo de Ejército, días después fue promovido al rango de coronel.

### Oficial superior
En 1961, el coronel Levingston fue destinado a la Dirección de Intendencia. El 26 de septiembre de 1962, se lo destinó al Servicio de Informaciones del Ejército, mientras que el 29 de enero del año siguiente fue puesto al frente de la Subjefatura ejecutiva del Estado Mayor General del Ejército.
El 7 de enero de 1965, Levingston fue nombrado director de la Escuela Logística General Lemos y, desde el 25 de octubre de 1966, se le destinó a una misión no permanente como subordinado directo del agregado militar estadounidense. En diciembre de ese mismo año, Roberto Levingston ascendió a General de Brigada.
Durante 1967, fue destinado de nuevo al Estado Mayor Conjunto de las Fuerzas Armadas y se desempeñó en primer lugar como jefe de Personal y, luego, jefe de Inteligencia hasta 1968.
El 11 de noviembre de 1968, fue enviado a cumplir servicios en el Estado Mayor General del Ejército. Este militar desconocido para la opinión pública fue destinado el 1 de enero de 1969 como agregado militar en la Embajada Argentina en Washington D. C. hasta el 13 de junio de 1970, cuando recibe un llamado de la Junta Militar solicitándole que se haga cargo de la Presidencia de la Nación Argentina.

## Presidencia

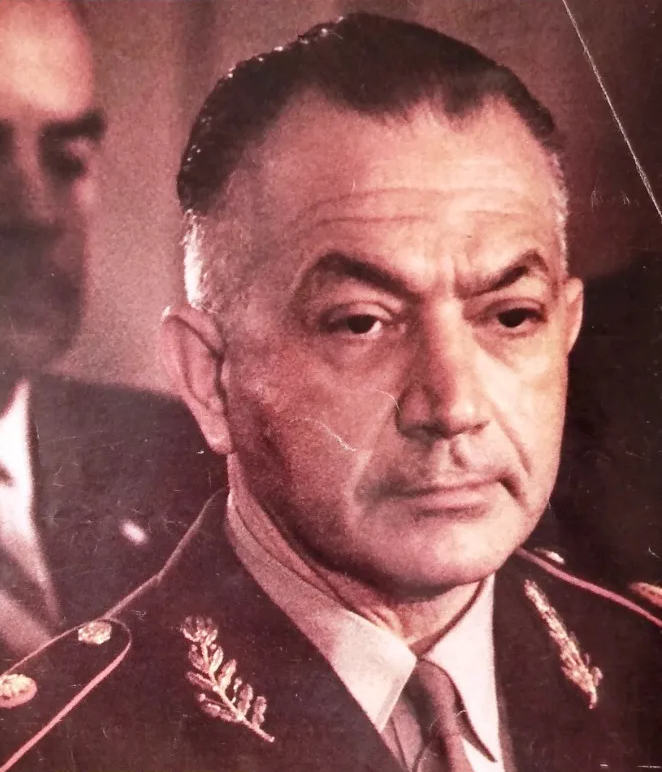
Levingston en 1970.

El malestar social agravado por la situación económica había puesto en jaque al presidente de facto teniente general Juan Carlos Onganía. Pero tras el secuestro y posterior asesinato del teniente general Pedro Eugenio Aramburu por parte de la guerrilla Montoneros, que tuvo lugar el 29 de mayo de 1970, el gobierno de Onganía sufrió un desgaste terminal, ya que perdió el apoyo de los jefes militares, siendo destituido el 8 de junio de 1970. La Junta de Comandantes en Jefe compuesta por el teniente general Alejandro Lanusse, el brigadier general Carlos Rey y el almirante Pedro Gnavi que designó presidente al general de brigada Roberto Marcelo Levingston pretendía que el nuevo mandatario de facto siguiera las políticas socioeconómicas diagramadas por los titulares de las tres fuerzas armadas. Pero el presidente llevó a cabo sus propias políticas, consistentes en «argentinizar» el proceso de crecimiento económico y estimular la industria por medio de la consigna «compre nacional», aplicada por las empresas estatales y préstamos a bajo costo. Con aumentos salariales, Levingston intentó atraer a las bases sociales y darle algún grado de adhesión popular a su gobierno. Pero sus medidas generaron una espiral inflacionaria, una fuga de capitales extranjeros debido a las políticas nacionalistas y un aumento del descontento social.
Si bien Levingston trató de llevar a cabo un acercamiento con los partidos políticos, estos rechazaron la propuesta. La Hora del Pueblo comenzó a exigir una salida electoral y de común acuerdo. Jorge Paladino, delegado de Juan Domingo Perón, y Ricardo Balbín fueron los principales mentores de esta propuesta. En la Confederación General del Trabajo (CGT), José Ignacio Rucci fue designado secretario general y la central obrera comenzó una serie de paros generales que afectaron a la industria, el transporte y los servicios. La huelga llevada a cabo por trabajadores del Chocón, que también fue apoyada por la población y el obispo Jaime de Nevares, desmejoró aún más la ya frágil situación social.

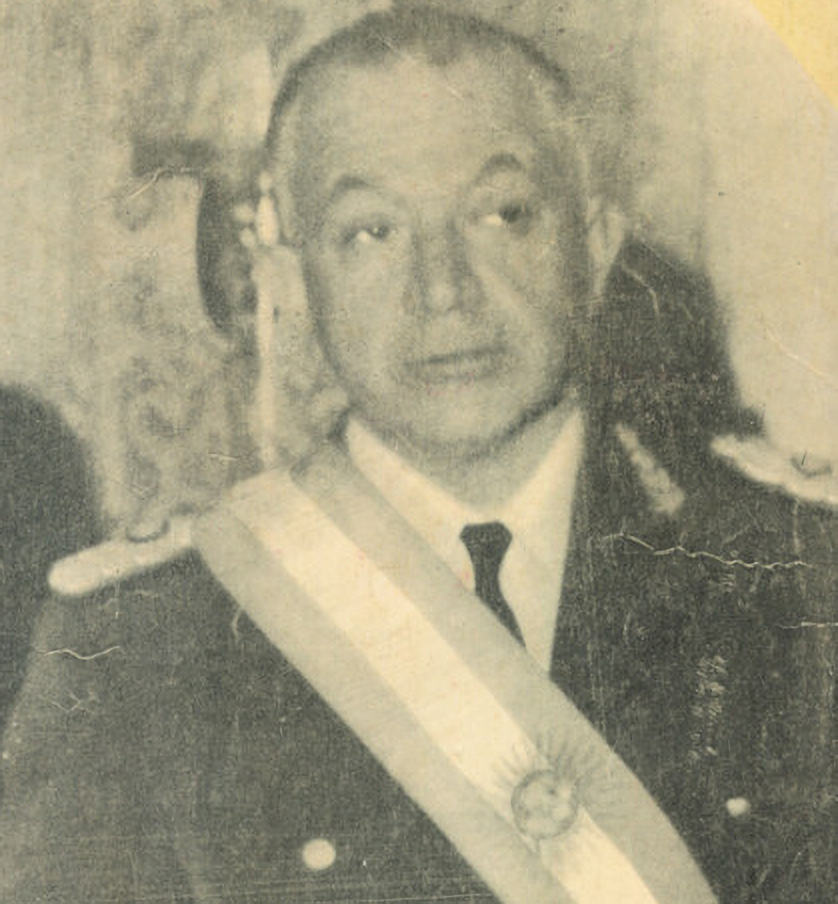
Levingston con la banda presidencial. Revista "Extra" (agosto de 1970).

El 10 de marzo de 1971 se inició una masiva protesta social en Córdoba tras la designación como interventor de facto del dirigente conservador José Camilo Uriburu que llevaría el nombre de Viborazo. La pueblada se fortaleció con el paro general iniciado por la CGT regional el 12 de marzo. La población llegó a tomar el control de unas 500 manzanas de la ciudad de Córdoba. La violencia se generalizó luego de que fuerzas de la Policía de Córdoba y de la Policía Federal se enfrentaran abiertamente con estudiantes y trabajadores. Un día después de que la ciudad fuera asegurada por las fuerzas policiales, el interventor José Camilo Uriburu renunció.

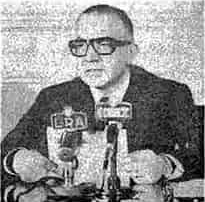
Levingston da un discurso, vía cadena nacional, en repudio por el asesinato del expresidente de facto, Pedro Eugenio Aramburu. 18 de julio de 1970

Levingston se propone seguir con sus planes a largo plazo, pero la Junta de Comandantes le pide la renuncia el 23 de marzo de 1971. Fue sucedido por el teniente general Alejandro Lanusse.
Durante su gobierno designó a Margarita Argúas miembro de la Corte Suprema de Justicia de la Nación Argentina, la primera mujer en integrar el máximo tribunal en América.
El periodista Roberto Di Chiara ofreció una reseña de lo que fue, según su parecer, la presidencia del General de Brigada Roberto Levingston:

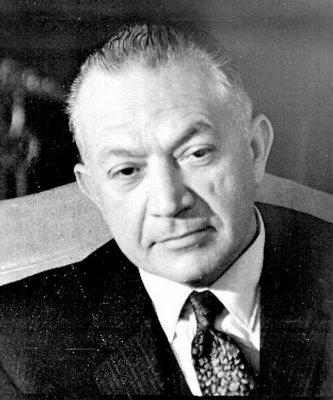
El general de brigada Levingston, con traje de civil.

El régimen militar ya no era tal. Diez días después de la destitución de Onganía por decisión de los tres miembros de la Junta fue designado un general con destino en Washington llamado Roberto Marcelo Levingston, para quien el nombramiento fue tan sorpresivo como para la opinión pública que lo desconocía. El 23 de marzo de 1971 renunció. En esos trescientos días, la gestión de Levingston mostró cómo podía llegarse a un cargo sin la percepción de los límites. La primera tentación del nuevo presidente fue la de decidirse por la "profundización" de una revolución inexistente mientras había aceptado gobernar bajo la tutela de la Junta Militar en resoluciones de significativa trascendencia y veía crecer la violencia cruzada. La ola de asesinatos políticos arrasó no sólo con Aramburu, sino también con el importante dirigente sindical José Alonso, y siguió con el asalto de La Calera y Garín, atribuido a un grupo denominado Fuerzas Armadas Revolucionarias. En medio del asedio guerrillero, de la desconfianza sindical y de la vigilancia militar, Levingston se proponía descabezar a los partidos, convocar a la generación intermedia, armar un nuevo modelo de país y retomar la ambigua idea de un proyecto nacional. En suma: el peronismo sin Perón, el radicalismo sin Balbín, y los partidos sin sus líderes. La respuesta de los mediadores políticos -Ricardo Balbín, Vicente Solano Lima, Jorge Paladino por el peronismo, Manuel Rawson Paz y otros- fue un documento llamado La Hora del Pueblo del 11 de noviembre, en el que demandaban el cumplimiento de un plan político con llamado a elecciones libres y sin proscripciones, y el cambio de la orientación económica. Lo suscribían la Unión Cívica Radical del Pueblo, el partido Justicialista, la democracia progresista, el partido socialista argentino, la UCR Bloquista de San Juan, y no estaban los demócratas cristianos, el radicalismo intransigente, el socialismo democrático, el comunismo y el Movimiento de Integración y Desarrollo de Frondizi. La coalición objetiva que La Hora del Pueblo evocaba era, principalmente, la de peronistas y radicales, la hora de los partidos políticos y de los líderes marginados por Levingston. Al comenzar 1971, la designación como gobernador de Córdoba de un conservador reaccionario llamado José C. Uriburu, permitió comprobar cuán lejos estaba el presidente de entender lo que pasaba a su alrededor, y cuál era el balance de la "revolución argentina". Había llegado con un golpe contra un presidente constitucional en nombre del orden, la autoridad, la racionalidad económica, la modernización del país. Cinco años después había acumulado frustraciones. El 23 de marzo de 1971 la renuncia de Levingston puso fin a una doble aventura; la primera, una revolución que no fue; la segunda, la de un presidente que fue convocado para administrar una transición y quiso ser líder sin seguidores. Ambos fracasos dieron el argumento de la gestión del general Alejandro Agustín Lanusse.

## Longevidad
Roberto Marcelo Levingston sobrevivió 16.159 días al momento en que fue derrocado. Solo es superado por la expresidenta constitucional María Estela Martínez de Perón (n. 1931).

## Fallecimiento
Levingston falleció el 17 de junio de 2015 en el Hospital Militar Central del barrio de Palermo, Ciudad de Buenos Aires, tras varias semanas internado. Sus restos fueron inhumados a las 10 de la mañana del mismo día en el panteón militar del cementerio de Chacarita. A su muerte a los 95 años, sigue siendo el exmandatario argentino de mayor edad.